# Magkano Ang Iyong Dangal?
Magkano Ang Iyong Dangal? é uma telenovela filipina produzida e exibida pela ABS-CBN, cuja transmissão ocorreu em 2010.

## Elenco
- Bangs Garcia - Carmela Martirez-Morales
- Karylle - Tanya